# Rogelio Sánchez González
Rogelio Sánchez González (* 23. April 1921 in San José de Gracia (Michoacán), Michoacán; † 22. Dezember 2011 ebenda) war ein mexikanischer Geistlicher und römisch-katholischer Bischof von Colima.

## Leben
Rogelio Sánchez González empfing am 25. März 1944 die Priesterweihe. Er war Rektor des Seminars von Zamora.
Papst Paul VI. ernannte ihn am 23. Juli 1972 zum Bischof von Colima. Der Erzbischof von Guadalajara José Salazar López spendete ihm am 4. Oktober desselben Jahres die Bischofsweihe; Mitkonsekratoren waren Ignacio de Alba y Hernández, Altbischof von Colima, und Adolfo Hernández Hurtado, Bischof von Zamora.
Am 8. Februar 1980 nahm Papst Johannes Paul II. seinen Rücktritt aus gesundheitlichen Gründen an.